# Eclipsbril

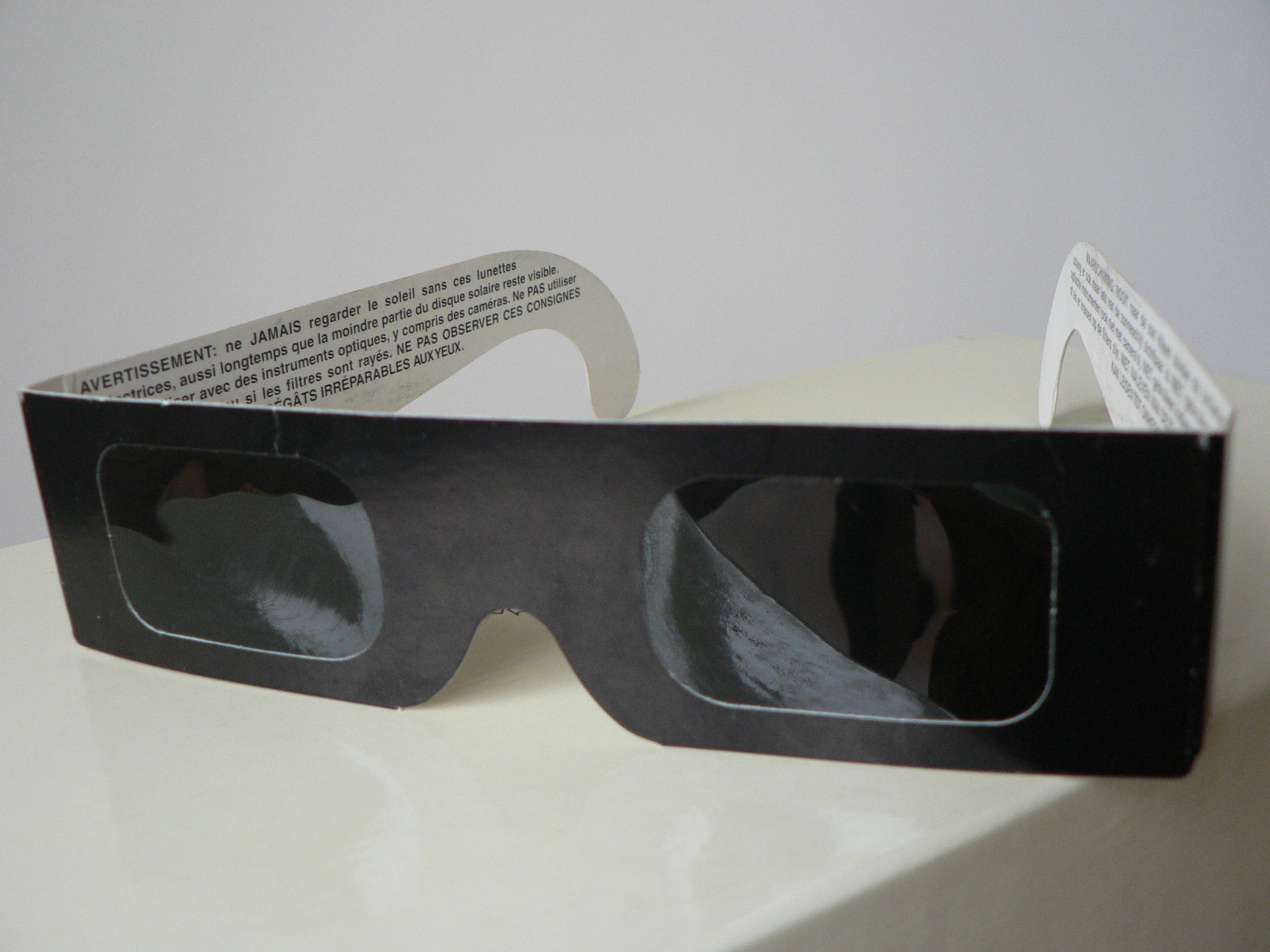
kartonnen eclipsbrilletje

Een eclipsbril is een veiligheidsbril die kan worden gebruikt om veilig naar de zon te kunnen kijken, bijvoorbeeld tijdens een zonsverduistering.
Een dergelijke bril filtert het schadelijke ultraviolet en infrarood licht en een overmaat aan zichtbaar licht van het zonlicht weg. Bovendien wordt daardoor de zonneschijf duidelijk zichtbaar en is bij een gedeeltelijke eclips duidelijk dat de zon verduisterd is. Doordat het netvlies van het oog geen pijnreceptoren heeft kan anders schade ontstaan zonder dat men dat gelijk aanvoelt. Dit kan zelfs blindheid tot gevolg hebben.

## Alternatieven
Veel alternatieve methodes om naar de zon te kijken zijn gevaarlijk. Een teiltje water weerkaatst alsnog de helft van het licht. Ook een cd, dvd of fotonegatief is onveilig. Hierbij weet men nooit precies hoeveel licht gefilterd wordt en welke delen van het spectrum worden doorgelaten. Ter vergelijking: een goede eclipsbril laat een duizendste tot zelfs een tienduizendste van het licht door. Er zijn alternatieve manieren om naar de zon te kijken die wel veilig zijn, zoals een lasbril.